# Dicranomyia karma
Dicranomyia karma är en tvåvingeart som först beskrevs av Alexander 1948.  Dicranomyia karma ingår i släktet Dicranomyia och familjen småharkrankar. Inga underarter finns listade i Catalogue of Life.